# Il passo del destino
Il passo del destino o Stranezze del destino (Love's Wilderness) è un film muto del 1924 diretto da Robert Z. Leonard. La sceneggiatura si basa su Wilderness, racconto di Helen Campbell di cui non si conosce la data di pubblicazione.

## Trama
Vissuta insieme alle zie, due signore rigide e severe che l'hanno cresciuta protetta e isolata dal mondo, Linda Lou Heath, una ragazza orfana, discendente di una famiglia aristocratica del Mississippi, si innamora di David Tennant, un medico. Lui, però, deve partire per una missione africana e lei sposa Paul L'Estrange, un tipo irrequieto senza radici. Con lui, parte per il Canada. Lì, i due vanno a vivere in una fattoria sperduta. Ma, ben presto, Linda resta sola: dopo qualche tempo, infatti, il marito la abbandona, mettendo in scena un annegamento nel fiume così da farle credere di essere morto. Credendo di essere libera, Linda sposa David, tornato nel frattempo dall'Africa, e lo accompagna all'Isola del diavolo, una colonia penale, dove David lavora come medico. Durante una violenta tempesta, alcuni prigionieri tentano la fuga. Tra questi, Linda scopre che vi è anche Paul. David, trovandoli insieme, pensa che Linda sia ancora innamorata del primo marito e cerca allora di fargli avere la grazia. Prima però che Paul torni libero, l'uomo viene ucciso da un altro galeotto. Linda spiega a David di essere sempre stata innamorata di lui e che per lei Paul non era niente, rasserenando il marito.

## Produzione
Il film fu prodotto dalla Corinne Griffith Productions con il titolo di lavorazione Wilderness. Alcune scene in esterni furono girate nella California del nord, sul fiume Sacramento.

## Distribuzione
Il copyright del film, richiesto dalla Corinne Griffith Productions, fu registrato il 2 dicembre 1924 con il numero LP20818.
Distribuito dalla First National Pictures, il film uscì nelle sale cinematografiche statunitensi il 14 dicembre 1924. In Danimarca fu distribuito il 20 aprile 1925 con il titolo Gylden Ungdom: nello stesso anno uscì anche in Finlandia, il 7 dicembre. In Francia prese il titolo Le Forçat 4317, in Svezia quello di De förtappades ö e in Brasile fu ribattezzato O Poder da Sedução.
In Italia, distribuito dalla Omnium nel 1926, ottenne il visto di censura numero 22446.
Alcuni frammenti della pellicola sono conservati negli archivi del George Eastman House di Rochester.